# Our Lady of Willesden

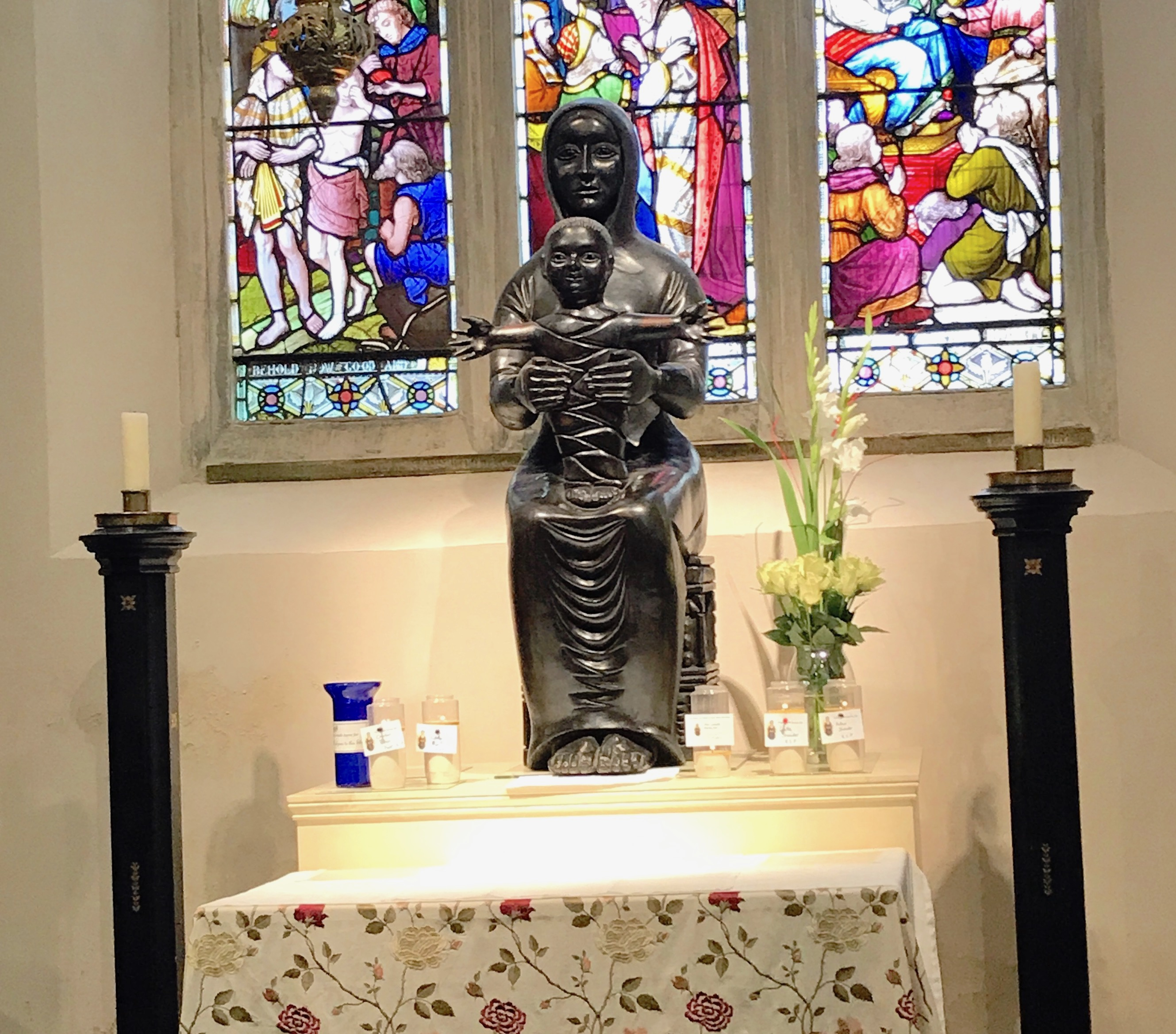
Die Schwarze Madonna in der Kirche St. Mary’s in Willesden

Our Lady of Willesden (Unsere Liebe Frau von Willesden) ist ein christlicher Wallfahrtsort in London, der sowohl von Anglikanern als auch von Katholiken verehrt wird; dabei haben beide Konfessionen eigene Kirchen. Das Heiligtum ist in beiden Fällen der Heiligen Jungfrau Maria geweiht.

## Geschichte

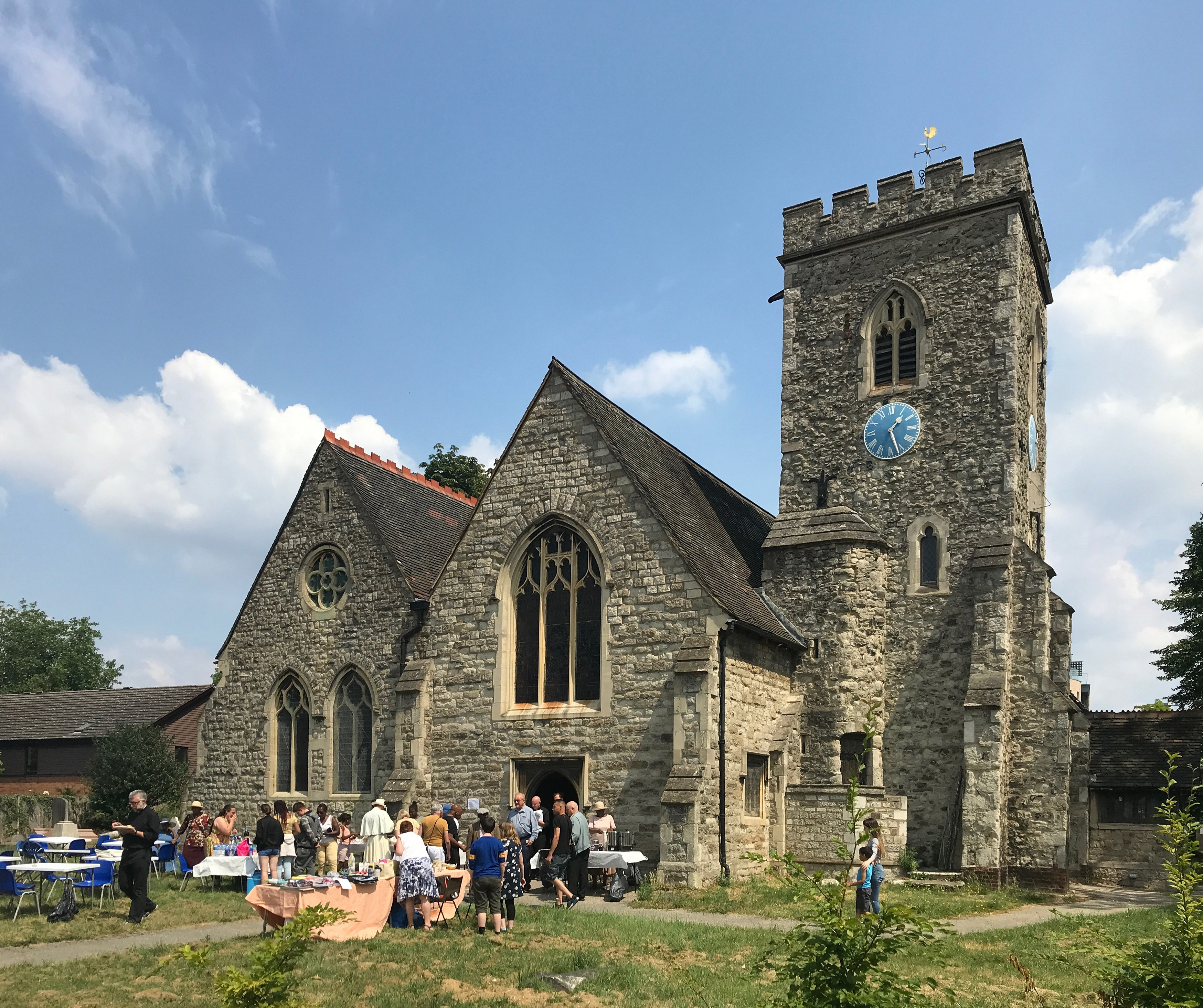
Kirche St. Mary’s in Willesden

Willesden, heute im London Borough of Brent, einst ein Wallfahrtsort etwa 13 Kilometer von London entfernt, besitzt seit jeher einen Brunnen, von dem die Gemeinde ihren Namen ableitet, der Quelle am Fuße des Hügels bedeutet. Der Brunnen wurde mit der Heiligen Jungfrau Maria und der ihr geweihten Kirche St. Mary’s in Willesden in Verbindung gebracht. Die Kirche und der Brunnen sind sehr alt; beide werden in einer königlichen Urkunde von 939 erwähnt. Bereits im Mittelalter war der Ort ein Ziel frommer Pilger, wie durch aufgefundene Pilgermedaillen belegt ist. Auch Thomas More pilgerte 1534 hierher, kurz bevor er verhaftet wurde.
Ein Dokument aus dem Jahr 1249 berichtet von zwei Statuen der Allerheiligsten Jungfrau Maria in der Kirche St. Mary’s. Der Schwarzen Madonna von Willesden wurden wundersame Kräfte nachgesagt. Über die zweite Statue ist nichts weiter bekannt.
Während der Reformation wurden die englischen Marienheiligtümer zerstört. Die Schwarze Madonna von Willesden wurde 1538 nach Chelsea gebracht und dort verbrannt.

## Anglikanischer Wallfahrtsort

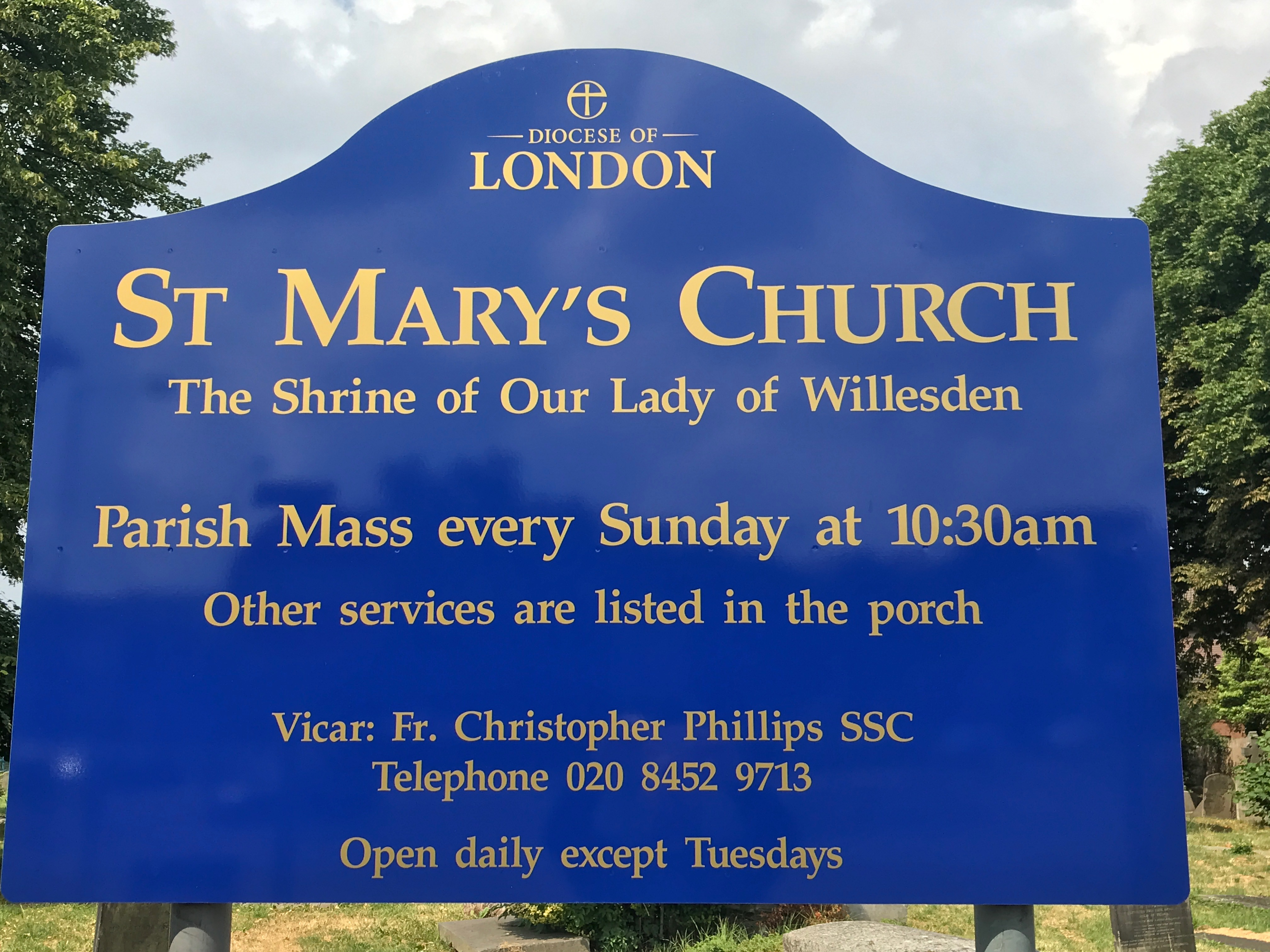
Hinweisschild der anglikanischen Kirche

Anfang des zwanzigsten Jahrhunderts wurde die Pilgerstätte restauriert und eine goldene Marienstatue dort aufgestellt, wo früher die schwarze Madonna gestanden hatte. 1972 wurde die Bildhauerin Catharni Stern beauftragt, eine neue Schwarze Madonna herzustellen. Seitdem gibt es in der Kirche St. Mary’s in Willesden zwei Marienstatuen, so wie es im Mittelalter der Fall war.

## Katholischer Wallfahrtsort

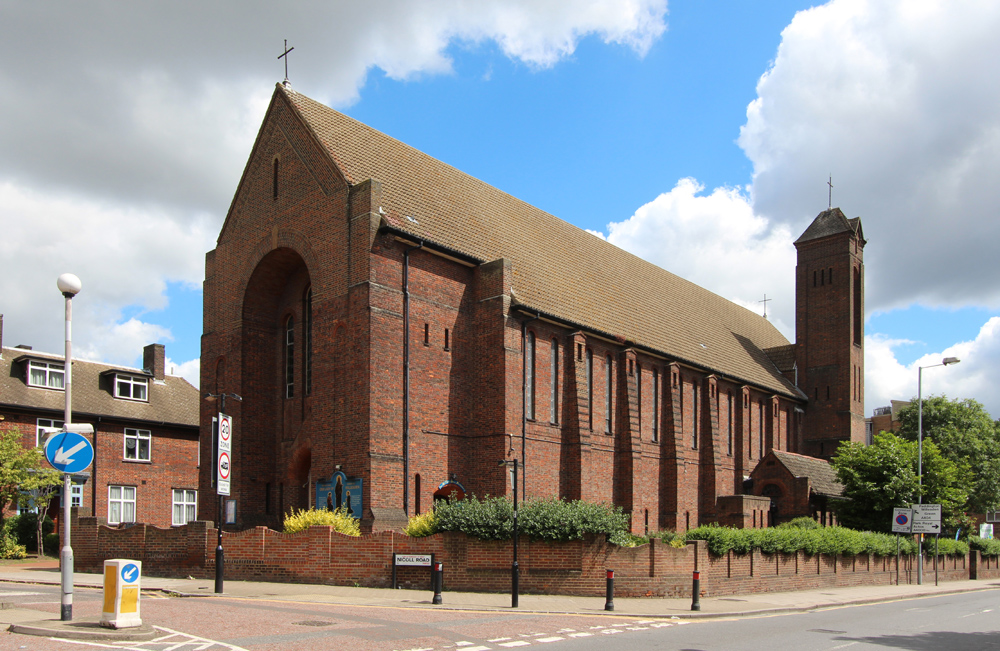
Katholische Wallfahrtskirche

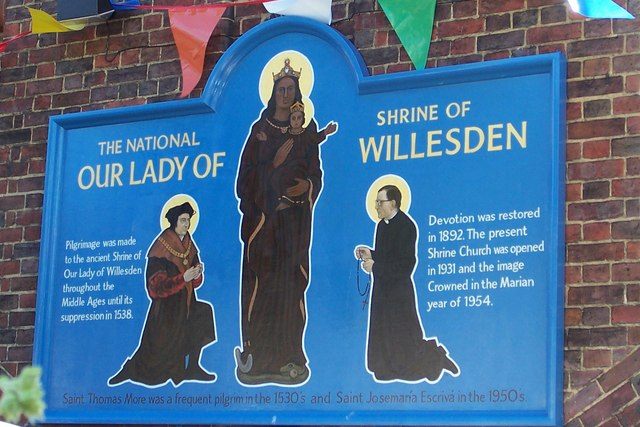
Hinweisschild an der römisch-katholischen Kirche

1885 wurde für die wachsende irische Bevölkerung eine katholische Mission in Willesden eingerichtet, die 1892 ebenfalls eine Marienstatue erhielt. Die provisorische Kapelle wurde 1930 durch eine neue Kirche ersetzt, in der die Statue ihren Platz fand. Daher gibt es in Willesden heute zwei Wallfahrtskirchen zu Ehren Unserer Lieben Frau von Willesden. Seit 1931 ist die katholische Kirche ein Nationalheiligtum.